# Jacques Kielbaey
Jacques Kielbaey (Anderlecht, 28 juli 1920 - Ukkel, 6 oktober 1996) was een Belgisch hockeyer.

## Levensloop
Kielbaey was actief bij La Rasante. Tevens maakte hij deel uit van het Belgisch hockeyteam dat deelnam aan de Olympische Zomerspelen van 1948.
Zijn schoonbroer Pierre Bousmanne was eveneens actief in het hockey.